# Nahr el Bared
Nahr el Bared  (Arabisch: نهر البارد, Nahr al-Bārid, letterlijk "koude stroom") is een Palestijns vluchtelingenkamp in het noorden van Libanon, zo'n 16 km ten noorden van Tripoli. Het kamp telde anno 2007 zo'n 35.000 inwoners.
Het kamp was het toneel van gevechten tussen de fundamentalistische soennitische Fatah al-Islam groepering en het Libanese leger, die meer dan drie maanden duurden (van 19 mei tot 2 september). Hierbij vielen ruim 400 doden. De Palestijnen vluchtten voor het geweld naar het nabijgelegen vluchtelingenkamp, Beddawi. Zo'n 15.000 van hen keerden terug maar velen van hen ontdekten dat hun bezittingen waren geplunderd en dat hun huizen beschadigd waren door de gevechten.